# マルミアドワーズ
マルミアドワーズ（Marmiadoise）[注 a]
[注 b]はアーサー王伝説に登場する剣。以下の作品に登場する。
- 13世紀古フランス語の散文『アーサー王の最初の武勲』（別名『流布本系メルラン物語続編』、流布本サイクル（ランスロ＝聖杯サイクル）の一部）[1][2][3][4]
- 14世紀中英語の韻文『アーサーとマーリン（英語版）』[5][2][6]
- 15世紀中頃の中英語の韻文『マーリン』（ロベール・ド・ボロンによる13世紀初頭の古フランス語の韻文『メルラン（英語版）』（散文『メルラン』の一部）[7]を、ヘンリー・ラヴリッチ（英語版）が翻案したもの）[8]
- 15世紀中頃の中英語の散文『散文マーリン』（流布本サイクルの中英語訳）[9][10]

伝承中では、鍛冶神ウゥルカーヌスによってヘーラクレースのために鍛えられたものだと語られている。リヨン王のものであったが、後にリヨン王に勝ったアーサー王のものとなった。アーサー王の剣として有名なエクスカリバーよりも優れていたとされ、そのため後にエクスカリバーはガウェインに貸し出されることになったとされる。